# Система самолётовождения
Система самолетовождения (ФМС) (Flight Management System - FMS) – фундаментальная часть современной авионики. Система FMS автоматизирует широкий круг полетных задач, уменьшает нагрузку на экипаж, что в конечном итоге позволяет в современных гражданских самолетах отказаться от штурманов и бортинженеров. Основной функцией FMS является управление планом полета. Определяя местоположение воздушного судна (ВС) с помощью различных навигационных приборов (таких как спутниковые и инерциальные, зачастую резервируемые радионавигационными средствами) система FMS управляет ВС в соответствии с планом полета. Управление системой FMS осуществляется с помощью дисплея и клавиатуры или сенсорного экрана. Система FMS направляет план полета в систему электронной индикации для индикации на многофункциональном индикаторе в навигационном кадре и в командно-пилотажном кадре. Система FMS может состоять из двух каналов. Каналы FMS объединяются линией синхронизации. При отказе одного канала функциональность FMS сохраняется в полном объеме.
Современная FMS установлена на самолет Sukhoi Superjet 100. Системы FMS устанавливаются на такие малые самолеты, как Cessna 182. В своем развитии система FMS имела множество вариантов исполнения, различных по функциональности и размерам. Однако некоторые характеристики являются общими для всех FMS.

## Аэронавигационная база данных
Все FMS используют информацию аэронавигационной базы данных (НБД). НБД содержит информацию о следующих элементах плана полета в соответствии со стандартом ARINC 424:
- Промежуточные пункты маршрута (ППМ) / Пересечения
- Воздушные трассы
- Радионавигационные средства, включая дальномерные (DME), азимутальные (VOR), приводные (NDB) средства и средства системы посадки по приборам (ILS).
- Аэродромы
- Взлетно-посадочные полосы
- Стандартные схемы вылета (SID)
- Стандартные схемы прибытия (STAR)
- Зоны ожидания
- Подходы по приборам (IAP)

Для поддержания актуальности НБД должна обновляться каждые 28 дней.

## План полета
План полёта обычно вводится на земле перед вылетом. На небольших самолетах план полета разрабатывается пилотом самостоятельно, на магистральных самолетах план полета разрабатывается профессиональным полётным диспетчером. План полета вводится в FMS путем выбора плана полета из базы данных авиакомпании или путем загрузки плана полета из диспетчерского центра авиакомпании по каналу ACARS.
Во время предполетной подготовки в FMS вводится также другая информация, необходимая для формирования плана полета. Эта информация по загрузке, массе топлива, центровке, крейсерскому эшелону.
Экипаж может изменить план полета по множеству причин. Для оперативного изменения плана полета интерфейс FMS проектируется таким образом, чтобы минимизировать нажатия кнопок, уменьшить нагрузку на экипаж и исключить вывод информации, опасно вводящей в заблуждение. Система FMS выводит план полета в систему электронной индикации на навигационный дисплей. Обычно информация FMS отображается на дисплее малиновым цветом (magenta).

## Определение местоположения
Определение текущего местоположения ВС и его точности является одной из основных задач FMS в полете. Простые FMS для определения местоположения используют одну навигационную систему, обычно это система спутниковой навигации. Но современные FMS для повышения точности определения местоположения используют все доступные навигационные системы, например, такие как DME. Навигационные системы включают:
- Систему спутниковой навигации. Она используются как основная навигационная система, т.к. она имеет наивысшую точность.
- Средства радионавигации. Они имеют более низкую точность. Такими средствами являются:
  - Дальномерная система (DME).
  - Азимутальная система (VOR).
- Инерциальную навигационную систему. Она является автономной (независимой от внешних средств). На современных магистральных самолетах используют средневзвешанные данные от трех независимых инерциальных систем.

Система FMS постоянно отслеживает данные от всех навигационных систем, определяет точку текущего местоположения и его точность. Точность определения местоположения именуется «Текущая навигационная характеристика» - Actual Navigation Performance (ANP). Геометрически ANP является радиусом круга, в пределах которого находится ВС. Современным воздушным трассам обычно присваивают «Требуемую навигационную характеристику»  - Required Navigation Performance (RNP). Полет по воздушной трассе допустим, если текущая навигационная характеристика (ANP) меньше требуемой (RNP).

## Управление
Имея данные текущего местоположения и план полета, система FMS вычисляет требуемый курс полета. Экипаж может выдерживать требуемый курс вручную, либо с помощью системы автоматического управления (САУ).
Режим работы FMS обычно называется «Горизонтальная навигация» - Lateral Navigation (LNAV) для горизонтального плана полёта и «Вертикальная навигация» - Vertical Navigation (VNAV) для вертикального плана полета. Режим VNAV выдает в САУ заданные скорость и угол тангажа или высоту, режим LNAV выдает в САУ команду заданного угла крена.

## Вертикальная навигация
Магистральные самолеты оборудованы FMS с полнофункциональной функцией «Вертикальная навигация» (VNAV). Задачей функции VNAV является прогнозирование и оптимизация угла наклона траектории. Управление самолетом в вертикальной плоскости состоит из управления по тангажу и управления тягой двигателей. Для управления самолетом в вертикальном канале FMS должна иметь подробную информацию о характеристиках самолета и двигателей. С помощью этой информации функция VNAV рассчитывает прогнозируемый угол наклона траектории в каждой точке горизонтального плана полёта.
Система FMS рассчитывает вертикальный профиль полёта при вводе плана полета во время предполётной подготовки. При расчете вертикального профиля используется информация о массе пустого ВС, массе топлива, центровке, крейсерском эшелоне и горизонтальном плане полета. Некоторые ППМ стандартных схем вылета (SID) имеют вертикальные ограничения, такие как «AT or ABOVE 8,000». Для сохранения ресурса двигателей на взлете может быть применена уменьшенная тяга (reduced thrust) или адаптированная тяга (derated thrust). Все приведенные примеры ограничений учитываются при формировании вертикального профиля.
Точная реализация функции VNAV является задачей сложной и ресурсоёмкой, но она оправдана возможностью экономии топлива в крейсерском полете и на снижении. В крейсерском полете по мере расхода топлива полетный вес самолета уменьшается, а практический потолок самолета увеличивается. Функция VNAV рассчитывает точки ступенчатого набора высоты (step climb) или набора высоты в крейсерском полете (cruise climb), что позволяет экономить топливо.
Оптимизация характеристик позволяет FMS определять наивыгоднейшую или максимальную экономическую скорость полета на эшелоне, т.н. экономическую скорость (ECON speed). Для этого существует т.н. «Индекс стоимости» (Cost Index - CI), который позволяет осуществлять выбор между стратегией экономии топлива и стратегией экономии времени. Обычно CI=999 соответствует максимальной скорости "ECON speed", когда расходом топлива пренебрегают, CI=0 соответствует наивыгоднейшей скорости "ECON speed", соответствующей минимальному расходу топлива.
Режим «Требуемое время прибытия» (Required Time of Arrival - RTA) позволяет функции VNAV рассчитывать прибытие в ППМ в определенное время. Этот режим часто используется для расчета прибытия в аэропорт по расписанию. Для прибытия ВС по расписанию функция VNAV управляет крейсерской скоростью полета.
Для снижения функция VNAV рассчитывает «Точку начала снижения» (Top of Descent point - TOD). Точка TOD рассчитывается исходя из максимальной экономичности и комфортного для пассажиров снижения. Обычно снижение рассчитывается для режима работы двигателей «Малый газ».
При достижении точки TOD функция VNAV выдает команду на постановку двигателей на «Малый газ». ВС начинает снижение по расчетной траектории. ВС может точно не «вписываться» в расчетную траекторию, если расчетная траектория не корректна или вертикальный ветер не соответствует прогнозу. Для приведения ВС к расчетной траектории ВС изменяет угол пикирования, что приводит к некоторому колебанию скорости. Обычно система FMS допускает изменение скорости в небольших пределах. При существенных отклонениях ВС от расчетной траектории FMS выдает команду на увеличение режима работы двигателей, если ВС находится ниже расчетной траектории, и FMS выдает запрос экипажу на выпуск воздушных тормозов (ADD DRAG), если ВС находится выше расчетной траектории.
Наивыгоднейшее  снижение на «Малом газу», также известное как «Зелёное снижение» (green descent) требует минимального количества топлива. Большинство магистральных самолётов имеют режим снижения на «Малом газу». Однако применение режима оптимального снижения ограничивается возможностями службы управления воздушным движением.